# La noche de Molly Bloom
La noche de Molly Bloom es una obra de teatro del dramaturgo José Sanchis Sinisterra, estrenada en 1979.

## Argumento
El autor dramatiza, mediante un monólogo de Molly Bloom, el último capítulo de la novela Ulises, de James Joyce. Este personaje, en una noche de insomnio, reflexiona sobre el sexo, el matrimonio, las relaciones de pareja y el transcurso del tiempo mientras su marido duerme. Recuerda así sus inicios en el sexo, se lamenta de las infidelidades y manías de su esposo; toma consciencia de su cuerpo y se lamenta del efecto del paso del tiempo, criticando las convenciones sociales y poniendo en cuestión instituciones como el matrimonio o la iglesia, todo ello sin salir del dormitorio común.

## Montajes
Estrenada en noviembre de 1979, por parte del Teatro Fronterizo en el Instituto Británico de Barcelona, con interpretación de Magüi Mira y dirección de Sergi Schaaf. Posteriormente se ha repuesto con la misma actriz en 2004 y 2010.